# Жакарепагуа (аэропорт)
Аэропорт Жакарепагуа (порт. Aeroporto de Jacarepaguá) (Код ИКАО: SBJR) — аэропорт в городе Рио-де-Жанейро, Бразилия, обслуживающий гражданскую авиацию. Название означает  окрестность Рио-де-Жанейро, где он расположен.
В 2009 году аэропорт занимал 12-е место с точки зрения авиаперелётов в Бразилии, тем самым находится среди самых загруженных аэропортов в стране.
Управляется компанией Infraero.

## История
14 ноября 1927 году французская авиакомпания Aéropostale начала свои действия в Бразилии, производя рейсы между городами Натал и Буэнос-Айресом, с многократными остановками на бразильском побережье. Пилотированием на этих рейсах среди других пилотов занимались Жан Мермо (Jean Mermoz), Антуан де Сент-Экзюпери и Анри Гийоме (Henri Guillaumet). Эти рейсы являлись частью большого проекта, связывающего Францию и Южную Америку.
В 1944 году аэропорт стал основой военно-воздушных сил Бразилии и использовался для подготовок к полётам. 19 сентября 1966 года он был списан и стал аэродромом для авиации общего назначения. Тогда же и было начато строительство терминала, перрона и ангаров. 19 января 1971 года был официально открыт новый аэропорт.

## Аэропорт сегодня
Главным пользователем был и остаётся Aeroclube do Brasil, который ранее работал в аэропорту Мангиньос (Manguinhos). В 1971 году аэроклуб переместил свою штаб-квартиру в аэропорт Жакарепагуа, где были построены ангары, административный и социальный центр.
В течение 2007 года в аэропорту Жакарепагуа были проведены главные реконструкции для приготовления к Панамериканским играм 2007 года. Была расширена взлётно-посадочная полоса, был отремонтирован терминал, контрольно-диспетчерский пункт получил новое оборудование и перрон.
31 августа 2009 года Infraero представил план модернизации  аэропорта Жакарепагуа, сосредоточившись на приготовлениях к чемпионату мира по футболу 2014 года, который будет проходить в Бразилии.

## Авиалинии и направления
В настоящее время не производятся никаких обычных рейсов.

## Общественный транспорт
Аэропорт расположен по соседству со знаменитым районом Барра-да-Тижука (Barra da Tijuca), приблизительно в 30 км от центра города Рио-де-Жанейро.
Бразильская бюджетная авиакомпания Gol предлагает для своих пассажиров свободные регулярные автобусные сообщения между Жакарепагуа и аэропортом Галеан .